# Huhtilampi (sjö i Joensuu, Norra Karelen)
Huhtilampi är en sjö i kommunen Joensuu i landskapet Norra Karelen i Finland. Den är 10,4 meter djup. Arean är 36 hektar och strandlinjen är 3,19 kilometer lång. Sjön  ingår i Jänisjokis huvudavrinningsområde.   Den ligger omkring 37 kilometer sydöst om Joensuu och omkring 380 kilometer nordöst om Helsingfors. 